# 3000 Leonardo
För andra betydelser, se Leonardo (olika betydelser).
3000 Leonardo eller 1981 EG19 är en asteroid i huvudbältet som upptäcktes den 2 mars 1981 av den amerikanska astronomen Schelte J. Bus vid Siding Spring-observatoriet. Den är uppkallad efter den italienska konstnären och uppfinnaren Leonardo da Vinci.
Asteroiden har en diameter på ungefär 9 kilometer.